# Egil Aarvik
Egil Aarvik (12 décembre 1912 Børsa - 19 juillet 1990 Oslo) est un rédacteur en chef de journal norvégien, homme politique du Parti populaire chrétien et président du comité Nobel norvégien.

## Biographie
Aarvik est élu au Parlement en 1961 jusqu'en 1977. Il est ministre des Affaires sociales de 1965 à 1971 dans un gouvernement de coalition non socialiste.
Egil Aarvik est nommé par le Parlement au comité Nobel norvégien en 1974 et en devient son président en 1982. Sous son influence, le comité a commencé à utiliser le prix Nobel de la paix pour promouvoir la démocratie et les droits humains. La Chine critiqua Aarvik après l’attribution du prix au dalaï-lama en 1989. L'évêque sud-africain Desmond Tutu, lauréat du prix Nobel en 1984, déclara après la mort d'Aarvik que l'attribution du prix au syndicaliste polonais Lech Wałęsa en 1983 « et la reconnaissance de la lutte de l'Eglise contre l'apartheid furent des décisions courageuses pour lesquelles Aarvik porte un crédit important ».

## Publications
- Er kristendommen fallit? - 1941
- Løftet av stormen - 1942
- Vi gjemmer oss på bedehuset- 1954
- Dumme troll og menn til kjerringer- 1956
- Kvinnen fra Samaria- 1973
- Vraket sølv: Kongen Saul- 1975
- Syn på saker- 1982
- Smil i alvor. Fragmenter av et liv- 1985